# تسلا چلتون
سیلا شلتون (فرانسوی: Tsilla Chelton‎; ۲۱ ژوئن ۱۹۱۹ – ۱۵ ژوئیهٔ ۲۰۱۲) هنرپیشه اهل فرانسه بود.
از فیلم‌ها یا برنامه‌های تلویزیونی که وی در آنها نقش داشته‌است می‌توان به تفنگدار، جعبه پاندورا و حلقه ازدواج اشاره کرد.
وی همچنین برندهٔ جوایزی همچون لژیون دونور (شوالیه) شده‌است.